# Côme-Séraphin Cherrier (La Prairie)
Pour Côme-Séraphin Cherrier (Montréal), voir Côme-Séraphin Cherrier (Montréal).
Côme-Séraphin Cherrier, né le 4 avril 1848 à Sainte-Philomène-de-Châteauguay et mort le 29 novembre 1912 à La Prairie, est un cultivateur et homme politique québécois.

## Biographie
De 1897 à 1908, il est député de La Prairie à l'Assemblée législative du Québec.